# Hárpalo (astrónomo)
Hárpalo fue un astrónomo griego antiguo (vivió durante el período de la 82 Olimpiada, hacia el 450 a. C.). Corrigió el ciclo de Cleostrato e ideó un nuevo Ciclo Anual de Nueve Períodos, determinando la duración del año en 365 días y 13 horas. Metón a su vez perfeccionó las estimaciones de Hárpalo, revisadas posteriormente de nuevo por Censorino.
También pudo haber sido el ingeniero igualmente conocido como Hárpalo, quien diseñó el puente de barcas que quiso utilizar el emperador persa Jerjes para que su ejército cruzase el Helesponto.

## Eponimia
- El cráter lunar Harpalus lleva este nombre en su memoria.